# Waller Patton
Waller Tazewell Patton (Fredericksburg, 15 luglio 1835 – Gettysburg, 21 luglio 1863) è stato un militare statunitense, tenente colonnello della Confederate States Army durante la guerra di secessione americana.

## Biografia
Frequentò l'Istituto Militare della Virginia dal quale uscì nel 1855 come secondo di una classe di sedici. Mentre era uno studente dell'Istituto svolse il compito di aiutante di latino dal 1852 al 1854. Servì successivamente come luogotenente e come professore assistente di lingue. Dopo aver concluso il suo percorso fu nominato istruttore di tattica e professore assistente di matematica. Poi si dedicò a studiare legge, passando gli esami per poi stabilirsi a Culpeper in Virginia. Lì gli fu affidato il comando di un'unità di milizia locale: i Culpeper Minutemen.
Con lo scoppio della guerra di secessione americana si offrì volontario nella Confederate States Army e gli fu affidato il grado di maggiore nel Settimo Reggimento di fanteria della Virginia. Nell'aprile del 1862 fu promosso luogotenente colonnello. Nel giugno dello stesso anno assunse il comando della brigata prendendo il posto del precedente colonnello. Fu gravemente ferito nella seconda battaglia di Manassas il 30 agosto 1862 e dovette tornare nella sua città natale per la restante parte dell'anno per rimettersi. Nella primavera del 1863 il suo reggimento fu operativo nel North Carolina poi Patton mosse verso Nord e verso la Pennsylvania durante la campagna di Gettysburg. Il Settimo Virginia faceva parte della divisione di Pickett e il terzo giorno della battaglia di Gettysburg formò la destra della linea confederata durante la celebre carica ordinata dal generale Lee. Il colonnello Patton fu ferito mortalmente mentre guidava le sue truppe all'assalto verso la zona di Cementary Ridge da un frammento di proiettile d'artiglieria che gli staccò un pezzo di mascella. Morì qualche settimana dopo nell'ospedale del Pennsylvania College, a Gettysburg.